# Marcos Acuña
Marcos Javier Acuña (født 28. oktober 1991) er en argentinsk professionel fodboldspiller, som spiller for River Plate og Argentinas landshold.

## Klubkarriere

### Ferro Carril Oeste
Acuña begyndte sin karriere hos Ferro Carril Oeste, hvor han gjorde sin førsteholdsdebut i 2010. Han spillede 4 år i klubben, og spillede her mere end 100 kampe.

### Racing Club
Acuña skiftede i juli 2014 til Racing Club. Han var del af holdet som vandt Primera División i 2014.

### Sporting Lissabon
Acuña skiftede i juni 2017 til Sporting Lissabon.

### Sevilla
Acuña skiftede i september 2020 til Sevilla. Han blev i 2021-22 sæsonen inkluderet på årets hold i La Liga.

## Landsholdskarriere
Acuña debuterede for Argentinas landshold den 16. november 2016. Han har været del af Argentinas trupper til flere internationale tuneringer, herunder VM 2022 og Copa América 2021 hvor at Argentina vandt.

## Titler
Racing Club
- Primera División: 1 (2014)

Sporting Lissabon
- Taça de Portugal: 1 (2018-19)
- Taça da Liga: 2 (2017-18, 2018-19)

Sevilla FC
- Europa League: 1 (2022-23)

Argentina
- Copa América: 2 (2021, 2024)
- Verdensmesterskabet: 1 (2022)
- CONMEBOL–UEFA Cup of Champions (2022)

Individuelle
- La Liga Sæsonens hold: 1 (2021-22)